# Namangan
Namangan is een stad in het oosten van Oezbekistan en is de hoofdplaats van de viloyat (provincie) Namangan.
Namangan ligt in de Vallei van Fergana en telde in 2014 ongeveer 431.700 inwoners. Het is daarmee naar inwonertal de derde stad van Oezbekistan.
De naam van de stad is afgeleid van een lokale zoutmijn; Het Perzische namak kan betekent: zoutmijn. 
Ten zuiden van Namangan vloeien de rivieren Naryn en Kara Darja samen in de Syr Darja.

## Geschiedenis
In de 17e eeuw groeide Namangan uit tot een centrum van handel en religie in de Fergana-vallei.
Na de onafhankelijkheid van Oezbekistan in 1991 werd in Namangan islamitisch extremisme invloedrijk. Veel moskeeën en scholen werden gefinancierd door organisaties uit het Midden-Oosten, waaronder de extremistische Wahabi-sekte uit Saoedi-Arabië. In de jaren 90 was Namangan het centrum van de Islamitische Beweging van Oezbekistan, die jihadistische terroristen voorbracht, zoals Juma Namangani, die vochten en stierven voor de Afghaanse Taliban en Al Qaida. De Oezbeekse overheid heeft sindsdien het islamitisch extremisme onderdrukt. 

## Bezienswaardigheden
- Baburpark
- Natuurhistorisch museum
- Moellah Kirgizmadrassa, gebouwd rond 1910. De madrassa is gesloten door de overheid en in 2019 bevonden zich in het gebouw naaiateliers.
- Khodja Amin Kabri-mausoleum
- 25 kilometer ten zuidwesten van Namangan zijn de Achsikent-ruïnes

## Geboren
- Odil Ahmedov (25 november 1987), voetballer